# Aeroportul Namorik
Aeroportul Namorik (IATA: NDK, FAA LID: 3N0) este un aeroport din Insulele Marshall ce deservește zona Namdrik Atoll⁠(d).
Situat la o altitudine de 5 m, aeroportul dispune de o singură pistă.